# Faculdade Sul-Americana
A Faculdade Sul-americana (FASAM) é uma faculdade Brasileira privada localizada no município de Goiânia . A empresa é mantida pela União Sul-Americana de Educação Ltda.